# Tillandsia jaliscopinicola
Tillandsia jaliscopinicola là một loài thực vật có hoa trong họ Bromeliaceae. Loài này được L.Hrom. & P.Schneid. miêu tả khoa học đầu tiên năm 1985.